# سلافة جاد الله
سلافة جادالله مرسال (1941 – 2002)، مصورة فلسطينية من مواليد مدينة نابلس، نشأت في عائلة وطنية منفتحة على الحياة، تربي أبناءها وبناتها على المبادرة والعطاء، إذ تلقت تعليمها في مدرسة العائشية، وكان عشقها للتصوير طريقها للتعبير عن حبها لمدينتها، دافعاً إياها لتلتقط عشرات الصور من تفاصيل المدينة لتصنع منها صورة متكاملة لنابلس. ومن الجدير ذكره ان المرحومة سلافة تتلمذت على يد شقيقها الأكبر رماء جادالله، والذي كان أحد رواد التصوير الفوتغرافي في فلسطين حيث بدا مشواره في عالم التصوير الفوتغرافي والرسم في اربعينيات القرن الماضي في مدينة نابلس ثم قام بتأسيس الاستديو الأكثر شهرة في المدينة والمعروف باسم استوديو رماء مقدما لنا نموذجا متميزا في فن التصوير الفوتغرافي. وفي أواخر الخمسينات، بادرت سلافة مع شقيقها رماء، الذين ترافقا في حبهما للتصوير، وبعض الهواة لتكوين رابطة للفنون، ومن هنا انطلقت سلافة في بداية الستينات، لتكون من أوائل الفتيات اللواتي يطمحن لإتمام تعليمهن الجامعي في مجال التصوير السينمائي، وتوجهت نحو معهد السينما في القاهرة، الذي كان لا يزال في بداياته. كان التصوير السينمائي آنذاك مهنة نادرة وشاقة، وعلى سلافة أن تخوض معركة ضد العقلية الذكورية التي تقصر هذا النوع من التخصص الفني والمهني على الرجال، لكنها استطاعت أن تقنعهم بقدرتها وجدارتها الفنية.

## حياتها
التحقت جادالله كطالبة في المعهد العالي للسينما في القاهرة تخصص التصوير السينمائي، نجحت سلافة بكسب ثقة مدرسيها ليتم اختيارها لتشارك في إخراج وتصوير الفيلم المصري «الجبل»، مع مدير التصوير المصري المعروف وحيد فريد، لتتخرج في العام 1964 من المعهد العالي للسينما كأول مصورة سينمائية عربية وكانت ضمن الفوج الأول الذي تخرج من هذا التخصص وعملت بعد تخرجها كمصورة سينمائية بوزارة الإعلام الأردنية، وكان لها دور كبير في تأسيس العمل السينمائي الفلسطيني الحديث، حيث قامت مع المصور السينمائي الفلسطيني هاني جوهرية بتصوير عدد كبير من احداث الثورة والكفاح الفلسطيني، كما عملت على أول أفلام ما يعرف الآن «بسينما الثورة الفلسطينية»، وكانت ممن أسهمن بتأسيس قسم التصوير والأرشفة للأحداث والمعارك والعمليات التي خاضها الثوار في تلك الفترة. بدأت سلافة بتصوير المقاتلين والثوار الفلسطينين، وعندما وقعت حرب الخامس من حزيران عام 1967، قامت مع المصور السينمائي الفلسطيني هاني جوهرية بتصوير أحداث وآثار تلك الحرب ومأساة النزوح الفلسطيني الذي حدث خلالها. وفي العام ذاته، أسست مع هاني جوهرية، والمخرج السينمائي مصطفى أبوعلي قسماً للتصوير، يقوم بتصوير جميع نشاطات الثورة الفلسطينية والأحداث المحيطة بها، الذي تطور في العام 1968 بعد معركة الكرامة إلى وحدة سينمائية تقوم بتوثيق جميع الأحداث الفلسطينية وخاصة نشاطات الثورة الفلسطينية السياسية والعسكرية والاجتماعية والثقافية بالصوت والصورة، عرفت هذه الوحدة لاحقا بـ«وحدة أفلام فلسطين» وأنتجت في العام 1969 أول أفلام السينما النضالية الفلسطينية «لا للحل السلمي»، وفي العام نفسه، أصيبت سلافة برصاصة في الرأس أثناء قيامها بالتصوير، أدت إلى إصابتها بشلل نصفي، مما منعها من الاستمرار في العمل كمصورة سينمائية.

## أعمالها
·تصوير فيلم «الجبل» مع وحيد فريد.
·فيلم «لا للحل السلمي»  مع مصطفى أبو علي، وهو فيلم تسجيلي مدته 20 دقيقة ويعتبر أول أفلام الثورة الفلسطينية السينمائية.
تم إطلاق اسمها على جائزة مهرجان سينما المرأة الخامس والتي تمنحها مؤسسة شاشات فلسطينية، حيث حصلت عليها المخرجة الفلسطينية العالمية ماريز غرغور والمخرجة اللبنانية نبيهة لطفي.

## وفاتها
توفيت المبدعة سلافة جادالله في دمشق عام 2002، تاركة بصمة مشرفة في القطاع السينمائي في فلسطين سيبقى الجميع يتذكرها.ومن الجدير ذكره ان مهرجان المرأة السينمائي الفلسطيني يقدم جائزة «سلافة جادالله السينمائية» السنوية، حيث منحت في العام 2005 إلى المخرجة الفلسطينية الراحلة «جادالله» نفسها التي سميت الجائزة باسمها، وأيضاً للمخرجة البريطانية «كيم لونجينوتو»، ثم في 2006، للمخرجة الفلسطينية من الناصرة «ندى اليسير»، وفي 2007، للمخرجة الهندية الكندية «ديبا مهتا»، وفي الدورة الرابعة 2008، للمخرجة اللبنانية رندة شهال صباغ، وفي الدورة الخامسة 2009، كرمت المخرجة الفلسطينية الفرنسية ماريز غرغور واللبنانية نبيهة لطفي ومنحتا جائزة المهرجان مناصفة، وفي الدورة السادسة 2010، حصلت المخرجة اللبنانية هايني سرور على الجائزة، وفي الدورة السابعة حجبت الجائزة، أما في الدورة الثامنة فقد حصلت عليها المونتيرة رباب الحاج يحيى.